# Klaas kan alles
Klaas kan alles is een populairwetenschappelijk televisieprogramma dat door de KRO-NCRV wordt uitgezonden. Dit programma draait om een aantal opdrachten die doorgaans worden uitgevoerd met behulp van nieuwe technieken. De presentatie is in handen van Klaas van Kruistum, aan wie dit programma ook de titel ontleent. In 2018 verscheen het boek Klaas kan alles. Jij ook?.
Op 24 augustus 2020 kondigde Klaas van Kruistum op Instagram aan dat er wederom een nieuw seizoen komt van Klaas kan alles.Het programma wordt jaarlijks uitgezonden in oktober en november en in 2024 in november en december. Het wordt vaak in de zomer herhaald.

## Het programma
In dit programma tracht presentator Klaas een aantal opdrachten uit te voeren met verscheidene nieuwe technieken. Zo probeert hij een ogenschijnlijk onmogelijke missie te volbrengen, gaat hij een duel aan tegen een specialist (seizoen 1 t/m 4) of een BN'er (vanaf seizoen 5) en probeert hij één dag een bijzonder beroep uit te oefenen. Vanaf het achtste seizoen zijn er echter geen duels meer. Elke aflevering bestaat alleen nog maar uit een ogenschijnlijk onmogelijke missie en een bijzonder beroep.